# Giorgio Bernardi
Giorgio Bernardi (Bologna, 1912. május 16. – 1988. szeptember 17.) olasz nemzetközi labdarúgó-játékvezető. Polgári foglalkozása építészmérnök.

## Pályafutása

### Labdarúgóként
Fiatal felnőtt koráig néhány kis amatőr egyesületben játszott, súlyosan megsérült, de nem akart elszakadni a sportágától.

### Labdarúgó-játékvezetőként

#### Nemzeti játékvezetés
Labdarúgó pályafutását befejezve 1932-ben jelentkezett játékvezetői tanfolyamra, ahol első alkalommal megbukott szabályismeretből, csak a második alkalommal tett sikeres vizsgát, 1942-ben letta Seria-A játékvezetője. Pályafutása alatt 600 ligamérkőzést (I. és II. Liga), ebből 189 Serie A találkozót vezetett. Aktív játékvezetői pályafutását 1957-ben önként fejezte be.

#### Nemzetközi játékvezetés
Az Olasz labdarúgó-szövetség Játékvezető Bizottsága (JB) 1947-ben terjesztette fel nemzetközi játékvezetőnek, a Nemzetközi Labdarúgó-szövetség (FIFA) bírói keretébe. Számos nemzetek közötti válogatott és klubmérkőzést vezetett, vagy működő társának partbíróként segített. Dél-Amerikába is meghívták profi játékvezetőnek, de szakmai és családi okok miatt nem fogadta el a megbízást. Az 1950-es évek egyik elismert nemzetközi játékvezetője. A olasz nemzetközi játékvezetők rangsorában, a világbajnokság-Európa-bajnokság sorrendjében többedmagával a 34. helyet foglalja el 2 találkozó szolgálatával. Nemzetközi mérkőzéseinek száma: 52.

#### Labdarúgó-világbajnokság
A világbajnoki döntőhöz vezető úton Svájcba az V., az 1954-es labdarúgó-világbajnokságra és Svédországba a VI., az 1958-as labdarúgó-világbajnokságra a FIFA JB bíróként alkalmazta.

##### 1954-es labdarúgó-világbajnokság

###### Selejtező mérkőzés
| Időpont           | Helyszín               | Mérkőzés típusa           | Mérkőzés                  | Eredmény | Nézők száma |
| ----------------- | ---------------------- | ------------------------- | ------------------------- | -------- | ----------- |
| 1954. március 17. | Olimpiai Stadion, Roma | előselejtező (6. csoport) | Törökország–Spanyolország | 2 : 2    | 60 000      |

##### 1958-as labdarúgó-világbajnokság

###### Selejtező mérkőzés
| Időpont              | Helyszín                     | Mérkőzés típusa           | Mérkőzés              | Eredmény | Nézők száma |
| -------------------- | ---------------------------- | ------------------------- | --------------------- | -------- | ----------- |
| 1957. szeptember 15. | Vasil Levski Stadion, Szófia | előselejtező (3. csoport) | Bulgária–Magyarország | 1 : 2    | 50 000      |

#### Olimpiai játékok
Az 1952. évi nyári olimpiai játékok labdarúgó tornáján a FIFA bíróként alkalmazta.

##### 1952. évi nyári olimpiai játékok
| Időpont          | Helyszín                | Mérkőzés típusa    | Mérkőzés           | Eredmény | Nézők száma |
| ---------------- | ----------------------- | ------------------ | ------------------ | -------- | ----------- |
| 1952. július 16. | Kupittaa Stadion, Turku | selejtező          | Hollandia–Brazília | 1 : 5    | 16 000      |
| 1952. július 20. | Kupittaa Stadion, Turku | egyik nyolcaddöntő | NSZK–Egyiptom      | 3 : 1    |             |

#### A magyar labdarúgó-válogatott mérkőzései (1902–1929)
| Időpont            | Helyszín             | Mérkőzés típusa          | Mérkőzés              | Eredmény | Nézők száma |
| ------------------ | -------------------- | ------------------------ | --------------------- | -------- | ----------- |
| 1954. április 11.. | Práter Stadion, Bécs | 300. válogatott mérkőzés | Magyarország–Ausztria | 1 : 0    | 65 000      |
| 1954. május 23.    | Népstadion, Budapest | 301. válogatott mérkőzés | Magyarország–Anglia   | 7 : 1    | 92 000      |

## Sportvezetőként
1957-1962 között az Olasz Labdarúgó-szövetség (FIGC) Játékvezető Bizottságának (JB) elnöke volt. 1963-tól a FIGC szabálytanulmányozó bizottságának elnöke lett.

## Sikerei, díjai
- 1948-ban kiegyensúlyozott szakmai munkájának elismeréseként, az Olasz Labdarúgó-szövetség Játékvezető Bizottsága az 1935-ben alapított Foundation John Mauro (Dr. Giovanni Mauro alapítvány elismerő díja) kitüntető címmel jutalmazta.
- Az 1952-es Helsinki nyári olimpián a labdarúgásért végzett szakmai munkájának elismerésekét olimpiai plaketett kapott.